# Falska Margareta
Falska Margareta (på norska Falske Margrete), född 1260, död 1301, var en bedragare som utgav sig för att vara drottning Margareta av Skottland. 
Drottning Margareta av Skottland var ursprungligen en norsk prinsessa som år 1286 hade utropats till regent i Skottland genom arvsrätt efter sin mor, som varit skotsk prinsessa. Hon hade dött under ett skeppsbrott vid Orkneyöarna på sin väg från Norge till Skottland år 1290. Hennes far, kung Erik av Norge, avled 1299. 
Året därpå anlände en kvinna till Bergen från Lübeck tillsammans med sin man och påstod sig vara den döda Margareta. Hon påstod att hon inte hade dött utan sänts till Tyskland, där hon blivit gift. Hon anklagade flera namngivna personer för förräderi. Trots skillnaden i ålder mellan henne och den verkliga Margareta fick hon stöd av många. Falska Margareta och hennes man greps och dömdes till döden som skyldiga till förräderi. Mannen avrättades genom halshuggning medan kvinnan brändes på bål. 
Falska Margareta blev föremål för en populär lokal martyrkult: en ballad skrevs om den förrådda prinsessan, och omkring 1360 byggdes en kyrka på den plats i Bergen där hon blev bränd. Kyrkan och dess kult tros ha varat fram till reformationen, trots myndigheternas ogillande.